# Chançay
Chançay é uma comuna francesa na região administrativa do Centro, no departamento Indre-et-Loire. Estende-se por uma área de 15,15 km². Em 2010 a comuna tinha 1 158 habitantes (densidade: 76,4 hab./km²).